# 아폰수 3세 (콩고)
아폰수 3세(Afonso III, 1628년 ~ 1678년 9월 30일)는 17세기 콩고 왕국의 마니콩고이다.

## 생애
알바루 1세의 서손(庶孫)이다. 원래 알바루 1세의 서차자(庶次子)이며 본부인 1명과 측실 6명을 거느렸던 피에르 음벰바(Pierre Mbemba, 1566~1651)의 서자(庶子)인 그는 가르시아 2세 군주의 이복 서제(異服 庶弟)였다.
1672년 처제부(妻弟夫, 손아랫동서)인 라파엘 1세 군주로부터 후계공(後繼公)으로 책립된 후 1673년 아랫동서 라파엘 1세 군주에게 보위를 선위받아 즉위하였으며 1674년 8월 12일을 기하여 라파엘 상왕(Rafael 上王)이 붕어하자 국장(國葬)을 치른 후 1674년 9월 8일을 기하여 5촌 종숙부 노브레가(Nóbrega)가 일으킨 궁정 쿠데타로 인하여 보위에서 축출되었다.
궁정 쿠데타를 주도하여 보위 등극한 콩고 왕족 종실 노브레가는 작은할아버지 알바루 3세 군주의 서자(庶子)였으니 폐주 아폰수 3세에게는 5촌 종숙부(五寸 從叔父)였다.
1674년 군주 보위에 쫓겨나 결국 냉궁(冷宮)에 유폐된 아폰수 폐주(Afonso 廢主)는 4년 후 1678년 9월 30일을 기하여 병으로 훙서하였다.

## 같이 보기
- 콩고 왕국